# Coelorinchus parvifasciatus
Coelorinchus parvifasciatus es una especie de pez de la familia Macrouridae en el orden de los Gadiformes.

## Morfología
• Los machos pueden llegar alcanzar los 28,5 cm de longitud total.

## Hábitat
Es un pez de aguas profundas que vive entre 300-800 m de profundidad.

## Distribución geográfica
Se encuentra en Australia (desde Nueva Gales del Sur hasta  Victoria y Tasmania) y Nueva Zelanda.